# Phallus luteus
Phallus luteus a longtemps été considéré comme une simple forme jaune ou variété du Satyre tisseur de soie (blanche), Phallus indusiatus (ou Dictyophora indusiata),  une espèce de champignons de la famille des Phallaceae.
Certains auteurs la considèrant comme une espèce à part entière, l'ont élevée au rang d'espèce en 2009.

Elle ne se distingue de la fo. indusiata (type) que par son indusie d'un beau jaune d’œuf, la volve rougissante et le mycélium violaçant à l'air.
Espèce
Synonymes
- Dictyophora indusiata f. lutea (Liou & L.Hwang) Kobayasi (1965)[3]
- Dictyophora lutea Liou & L.Hwang (1936)[3]